# Niviventer confucianus
Niviventer confucianus је врста глодара из породице мишева (лат. Muridae).

## Распрострањење
Врста је присутна у Вијетнаму, Кини, Мјанмару и Тајланду.

## Станиште
Врста Niviventer confucianus има станиште на копну.
Врста је по висини распрострањена до 4.000 метара надморске висине.

## Угроженост
Ова врста није угрожена, и наведена је као последња брига јер има широко распрострањење.

### Популациони тренд
Популација ове врсте је стабилна, судећи по доступним подацима.